# Long Branch, Pennsylvania
Long Branch är en ort i Washington County i delstaten Pennsylvania. Vid 2010 års folkräkning hade Long Branch 447 invånare.